# La Huerta, Cosalá
La Huerta är en ort i Mexiko.   Den ligger i kommunen Cosalá och delstaten Sinaloa, i den centrala delen av landet, 1 000 km nordväst om huvudstaden Mexico City. La Huerta ligger 114 meter över havet och antalet invånare är 203.
Terrängen runt La Huerta är kuperad österut, men västerut är den platt. Runt La Huerta är det mycket glesbefolkat, med 6 invånare per kvadratkilometer. Närmaste större samhälle är Tabalá, 11,0 km väster om La Huerta. I omgivningarna runt La Huerta växer huvudsakligen savannskog.